# Nemesrádó
Nemesrádó je vas na Madžarskem, ki upravno spada pod podregijo Zala Županije Zala.